# Chema Crespo
José María Crespo Lorenzo, conocido como Chema Crespo (Husillos, Palencia, 1960), es un periodista y expolítico español, secretario general de Juventudes Socialistas de España desde 1990 a 1993 y miembro de la Comisión Ejecutiva Federal del PSOE durante las mismas fechas, bajo el liderazgo de Felipe González.
Funcionario del Cuerpo Nacional de Secretarios de la Administración Local, contribuyó a la creación de las Juventudes Socialistas de Palencia y de Castilla y León, de las que fue secretario general entre 1984 y 1989. Fue concejal del Ayuntamiento de Palencia de 1983 a 1991 y procurador en las Cortes de Castilla y León desde 1991 hasta 2007 por la provincia de Palencia. secretario segundo de la Mesa de las Cortes de 1999 a 2003, y secretario general del grupo socialista durante dos legislaturas, durante sus mandatos en Cortes participó, entre otras, en las Comisiones de Reforma del Estatuto de la Comunidad Autónoma de Castilla y León, y del Reglamento de las Cortes de Castilla y León. Fue ponente de la Ley de Régimen Local de Castilla y León, y de la Ley del Juego y Apuestas de la comunidad. También ha sido secretario de Organización del Partido Socialista de Palencia, miembro del Comité Federal del PSOE y de la Comisión Ejecutiva Regional del PSCyL-PSOE, además de diputado provincial en Palencia entre 1983 y 1997. 
En 2007 recibe el Premio Tomás Meabe por su labor en favor de la juventud y la participación de los jóvenes, que otorga la fundación del histórico dirigente socialista. 
Chema Crespo abandonó todos sus cargos políticos en septiembre del año 2007 para incorporarse al diario de tirada nacional Público, como director de Relaciones Institucionales y miembro del Consejo Editorial. 
En la actualidad es director general del diario, y colabora como analista político en Televisión Española (La noche en 24 horas), Antena 3 (Espejo público), La Sexta (Más vale tarde), Onda Cero (La brújula), Castilla y León Televisión (Espacio abierto y Noticias medianoche) y Telemadrid (Kilómetro 0).